# 陈锡华
陈锡华（1919年—），汉族，籍贯不详，新疆共产主义者同盟和民主革命党的创始人之一。中华人民共和国官员。

## 生平

### 创建新疆共盟
1945年1月，新疆共产主义者同盟（简称新疆共盟）成立，书记为赵新亚，李泰玉任宣传委员，成员约20人。陈锡华是新疆共产主义者同盟的创始人之一。不久，新疆共盟大部分成员陆续离开新疆。1946年，李泰玉等留下来的人在罗志家重新选举，李泰玉当选为新疆共产主义者同盟书记，罗志、陈锡华、于江志等人为领导小组成员。
1946年，新疆三区革命临时政府与国民政府签订新疆和平条约，阿巴索夫作为三区革命代表，到迪化参加即将成立的新疆省联合政府大会，并出任新疆省联合政府副秘书长。阿巴索夫到迪化后，李泰玉、陈锡华随即主动同他取得联系。李泰玉提议将三区革命和新疆共盟联合建立统一的革命组织，共同反对中国国民党对新疆的统治。阿巴索夫表示同意，并提议成立了新疆中苏文化协会，推荐罗志等人到协会任职。不久，阿巴索夫等人应邀到南京参加制宪国民大会。临行前，阿巴索夫和李泰玉讨论，决定利用此机会见到中国共产党驻南京代表团。

### 创建民主革命党
1946年，阿巴索夫在南京两次面见中国共产党的董必武。返回迪化后，1947年1月中旬，阿巴索夫将中共中央对新疆问题的答复及对新疆革命的指示，董必武两次接见时的讲话，全部向新疆共产主义同盟领导人作传达，并将自南京带来的中国共产党党章、中共中央有关报告及文件转赠众人。1947年2月21日，阿巴索夫在其住所召集会议，与新疆共产主义同盟领导人李泰玉、于江志、罗志、陈锡华等人协商，将新疆共产主义者同盟与伊宁的“东突厥斯坦人民革命党”合并。不久，他们再次开会，在迪化成立“民主革命党”。民主革命党参照中共七大党章，制定了民主革命党章程。会上选出阿巴索夫担任民主革命党主席，李泰玉、艾斯海提任副主席，赛福鼎、伊敏诺夫、赛甫拉也夫、扎克洛夫、安尼瓦尔·汗巴巴、陈锡华、罗志等人为委员。并且决定从即日起，新疆共产主义同盟和人民革命党的成员一律转为民主革命党党员。
民主革命党成立后，受到新疆的中国国民党当局反对。中国国民党方面组织便衣特务，煽动汉族群众围攻阿合买提江、阿巴索夫、赛福鼎·艾则孜等三区革命代表办公地点，挑起汉族同少数民族间的矛盾，引发流血事件。迪化四处戒严，中国国民党当局到处抓人，阿合买提江、阿巴索夫、赛福鼎·艾则孜的住处被严密监视。李泰玉连夜写出《告汉族同胞书》，揭露事件真相。不久，中共中央主动撤出延安。新疆的中国国民党当局得知后，四处逮捕、杀人。阿巴索夫建议新疆民主革命党的领导机关撤往三区革命中心伊宁。1947年3月29日，经阿巴索夫安排，李泰玉、陈锡华、范印仲、彭国安等人乘汽车赴伊宁。

### 从新盟成立到入党
1948年8月1日，“新疆保卫和平民主同盟”成立，阿合买提江任主席。陈锡华任新疆保卫和平民主同盟候补中央委员。1949年8月，为新疆和平解放，中共中央派邓力群为联络员，携一部电台从苏联到伊宁，直接同三区革命领导人联系并指导工作。在邓力群到达新疆后，陈锡华曾为邓力群做俄语翻译。
中华人民共和国成立后的1949年12月27日，陈锡华由中共中央新疆分局副书记徐立清、邓力群担任入党介绍人，加入中国共产党。30日，陈锡华等15位新疆各民族干部在中共中央新疆分局所在地迪化市新疆分局办公大楼集体宣誓加入中国共产党（无候补期）。

### 减租反霸
1951年，中共中共新疆分局决定在全新疆开展民主改革运动，推行减租反霸土地改革。新疆军区为支援地方开展运动，从军区直属各部门抽调1300多名干部，组成新疆军区伊犁减租土改工作团，新疆军区政治部主任曾涤兼任团长，副团长为新疆军区政治部文化部长马寒冰、梁国晋。工作团成立师一级党委，曾涤任书记。在减租反霸第一期完成之后，团长曾涤命令，调四大队刘凤岐以及中国人民解放军工兵第二团文工队60余人，到伊宁县参加减租反霸第二、三期，还从中国人民解放军第五军抽调70多位干部，再加上地、县、区的140多位干部，编为伊宁县喀什区（原为伊宁县十四区）减租工作大队。第五军副军长马尔果夫任大队长，安尼瓦尔·贾库林（伊犁地区专员）、陈锡华任副大队长，刘凤岐任党委书记，并兼任喀什区区委书记，副书记为刘兆兴。该大队的组建是由中共伊犁区党委书记顿星云、伊犁地委书记刘光汉决定。减租反霸结束后，喀什区减租工作大队解散。

### 创建伊州
1953年底至1954年初，中共中央新疆分局和新疆省人民政府领导开始商议筹建哈萨克自治州（当时州名尚未确定）。1954年3月底，中共中央新疆分局决定成立辖制伊塔阿三区的行署级的哈萨克自治州筹备委员会，要求哈萨克自治州在1954年底前组建完成。1954年4月20日到21日，中共中央新疆分局和新疆省人民政府在乌鲁木齐市天山饭店就成立辖制伊塔阿三区的的行署级的哈萨克自治州召开会议，新疆各民族、各界代表及新疆省推行民族区域自治州筹备委员会委员共120人与会。会议决定成立一个由50余人组成的哈萨克自治州筹备委员会，任命帕提汗·苏古尔巴也夫为筹委会主席，李铨、阿不都热依木·艾沙、艾尼瓦尔·加古林、玉素甫汗·昆拜为筹委会副主席，库尔班阿里·乌斯曼诺夫为筹委会秘书长。4月22日，辖制伊塔阿三区的行署级的哈萨克自治州筹委会在天山饭店举行第一次会议，筹委会决定任命帕提汗·苏古尔巴也夫等人为筹委会常委，任命陈锡华、艾波迪开里木·阿吉约夫、瓦哈甫·穆黑提为筹委会副秘书长。同时，中共中央新疆分局决定成立以李铨、陈锡华、沙迪约夫、阿不都热依木·艾沙、艾里哈木·阿克塔木、库尔班阿里·乌斯曼诺夫这七个人组成的筹委会党组，李铨任书记。
1954年5月初，筹委会工作人员到伊宁，住在伊宁市文化街10号大院（今《伊犁日报》社）。1954年5月15日，筹委会开始工作。帕提汗·苏古尔巴也夫因为其他工作而留在阿勒泰，筹委会工作由李铨统管，具体事务由陈锡华、瓦哈甫·穆黑提、库尔班阿里·乌斯曼诺夫三个人负责。
1954年11月22日，伊犁哈萨克自治州首届人民代表大会在伊宁市召开，连开七天。代表大会主席团由包括陈锡华在内的11个民族41名代表组成。筹委会任命陈锡华等12人为代表大会咨询小组成员，任命库尔班阿里·乌斯曼诺夫为代表大会秘书长，陈锡华、瓦哈甫·穆黑提为代表大会副秘书长。1954年11月26日，伊犁哈萨克自治州首届人民代表大会代表选举产生州级领导，陈锡华等39人当选州人民政府委员会委员。1954年11月27日，辖制伊塔阿三区的行署级的伊犁哈萨克自治州在伊宁市成立。
伊犁哈萨克自治州成立后，陈锡华曾任中共伊犁哈萨克自治州党委统战部部长。

### 政协秘书长
1979年8月23日至9月6日，新疆维吾尔自治区政协第四届委员会第二次会议选举陈锡华为第四届新疆维吾尔自治区政协秘书长。1985年12月7日，新疆维吾尔自治区政协第五届常委会第十三次会议协商通过了提请第四次全委会审议的候选人名单和副主席木沙也夫、秘书长陈锡华辞职的请求决定。